# AGIL Volley Novara
AGIL Volley Novara ist ein italienischer Frauen-Volleyballverein aus Novara, der unter dem Sponsornamen Igor Gorgonzola Novara an der höchsten italienischen Spielklasse, der Serie A1, sowie der Volleyball Champions League teilnimmt.

## Geschichte
Der Verein wurde 1984 als Società A.G.I.L. Trecate gegründet, wobei A.G.I.L. für amicizia, gioia, impegno e lealtà (deutsch Freundschaft, Freude, Engagement und Loyalität) steht. Bis 1996 nahm der Verein an regionalen Wettbewerben teil, bevor er aus der Serie B2 in die drittklassige Serie B1 aufstieg. 1998 gelang mit dem ersten Platz in der Gruppe A der Serie B1 der Aufstieg in die zweite Spielklasse, die Serie A2.
Ein Jahr später stieg A.G.I.L. sportlich wieder in die Serie B1 ab, konnte aber wegen Nichtaufstiegs anderer Teams in der zweiten Liga verbleiben. Am Ende der Saison 2000/01 folgte nach dem zweiten Platz in der Hauptrunde die Meisterschaft der Serie A2 und damit verbunden der Aufstieg in die höchste Spielklasse, die Serie A1. Zudem gewann Novara den Pokalwettbewerb der Serie A2.
Von 2001 bis 2003 in der Serie A1 nannte sich der Verein Asystel Novara. 2003 erreichte man das Playoff-Finale der Serie A1 und gewann den CEV-Pokal. Danach beschloss der Verein, sich wieder auf Jugendarbeit zu konzentrieren. Man nannte sich wieder AGIL Volley und startete in der Serie C. Die professionelle Volleyballabteilung übernahm der neue Verein Asystel Volley Novara.
Nach mehreren Jahren in unteren Ligen gelang 2013 der Wiederaufstieg in die Serie A1. Neuer Sponsorname ist seitdem Igor Gorgonzola Novara. Man gewann 2017 die nationale Meisterschaft sowie 2015, 2018 und 2019 den Pokal. Außerdem startet Novara im europäischen CEV-Pokal sowie in der Champions League.
Am 18. Mai 2019 gewann man in Berlin in der Max-Schmeling-Halle die Champions-League.